# Žalm 143

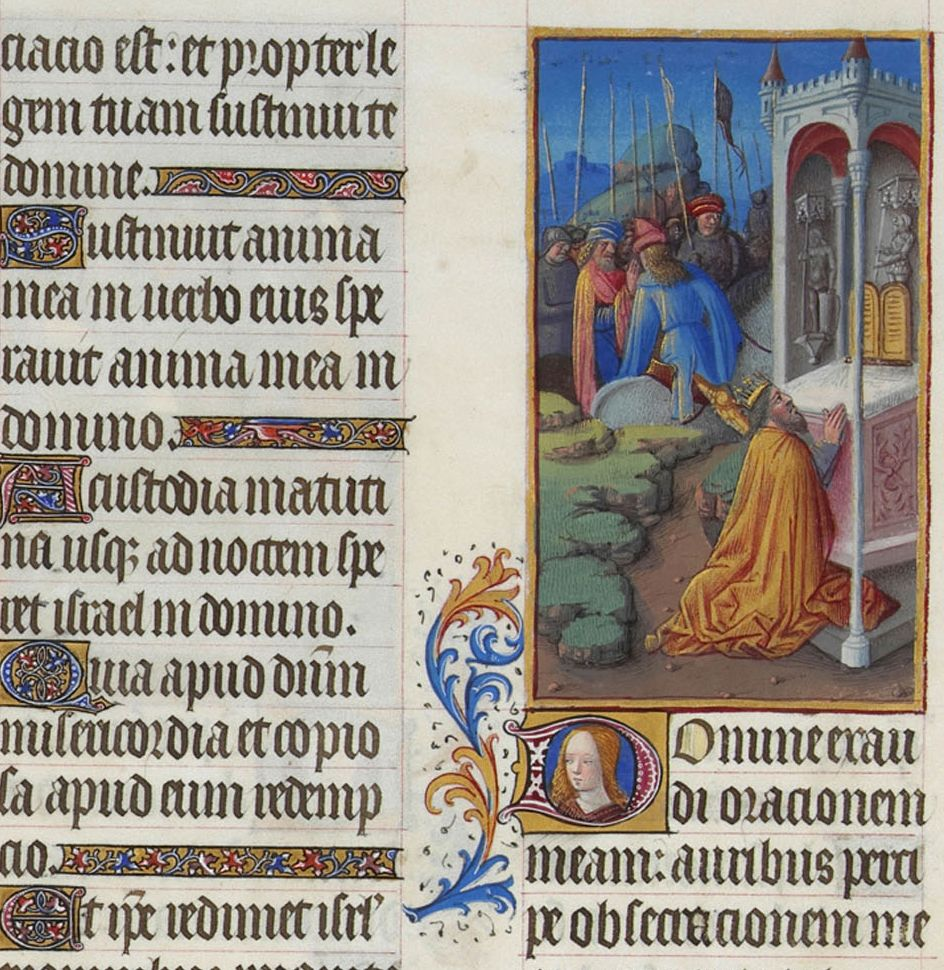
Žalm 142 (podle Septuaginty)

Žalm 143 („Hospodine, slyš mou modlitbu“) je biblický žalm, který má formu elegie s velmi proměnlivým metrem. V překladech, které číslují podle Septuaginty, se jedná o 142. žalm. Žalm je nadepsán takto: „Žalm Davidův.“ Podle některých vykladačů toto nadepsání znamená, že žalm byl určen pro krále z Davidova rodu. Tradiční židovský výklad naproti tomu považuje žalmy, které jsou označeny Davidovým jménem, za ty, které napsal přímo král David.